# Banachiewicz (cràter)
Banachiewicz és un cràter d'impacte molt degradat que es troba prop de l'extremitat oriental de la Lluna. Les porcions de la vora oest i sud-oest encara perduren en forma de crestes baixes a la superfície, mentre que la resta és una barreja de terreny irregular amb poca definició.

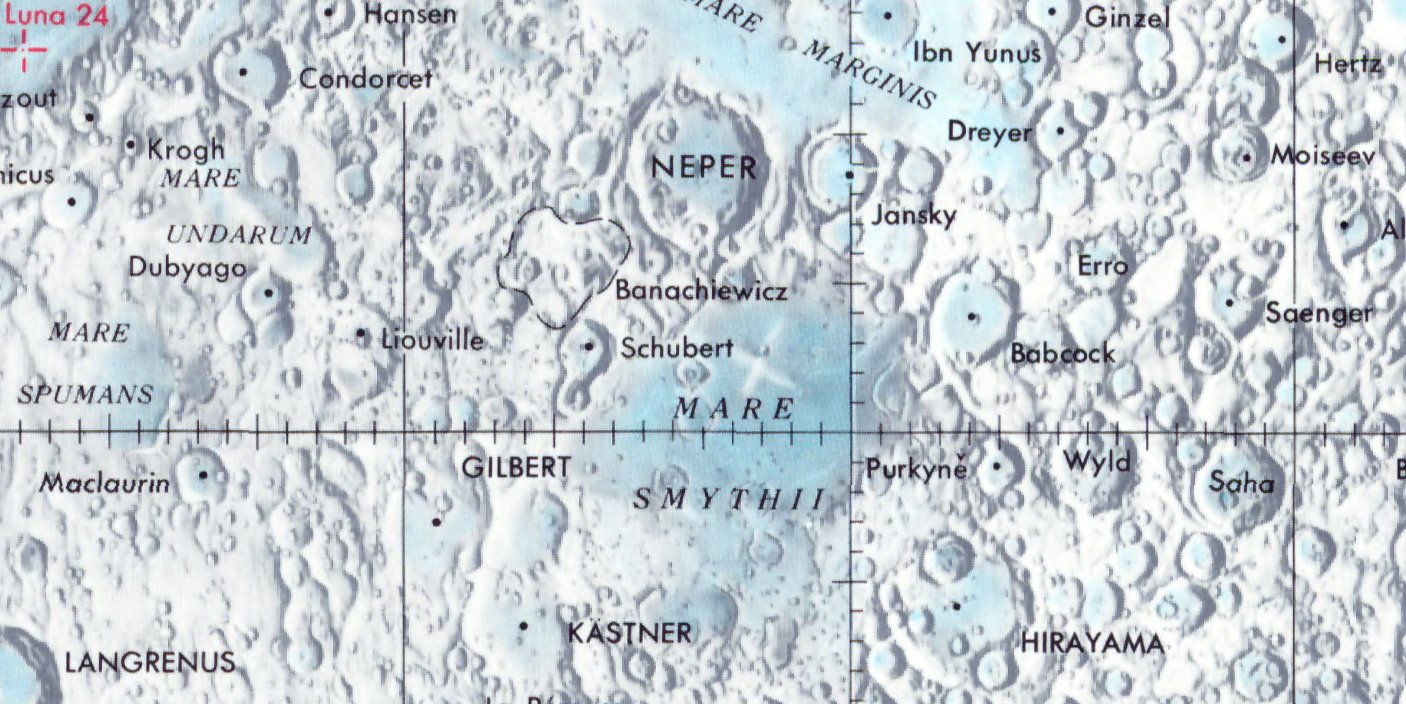
Localització de Banachiewicz (centre de la imatge)
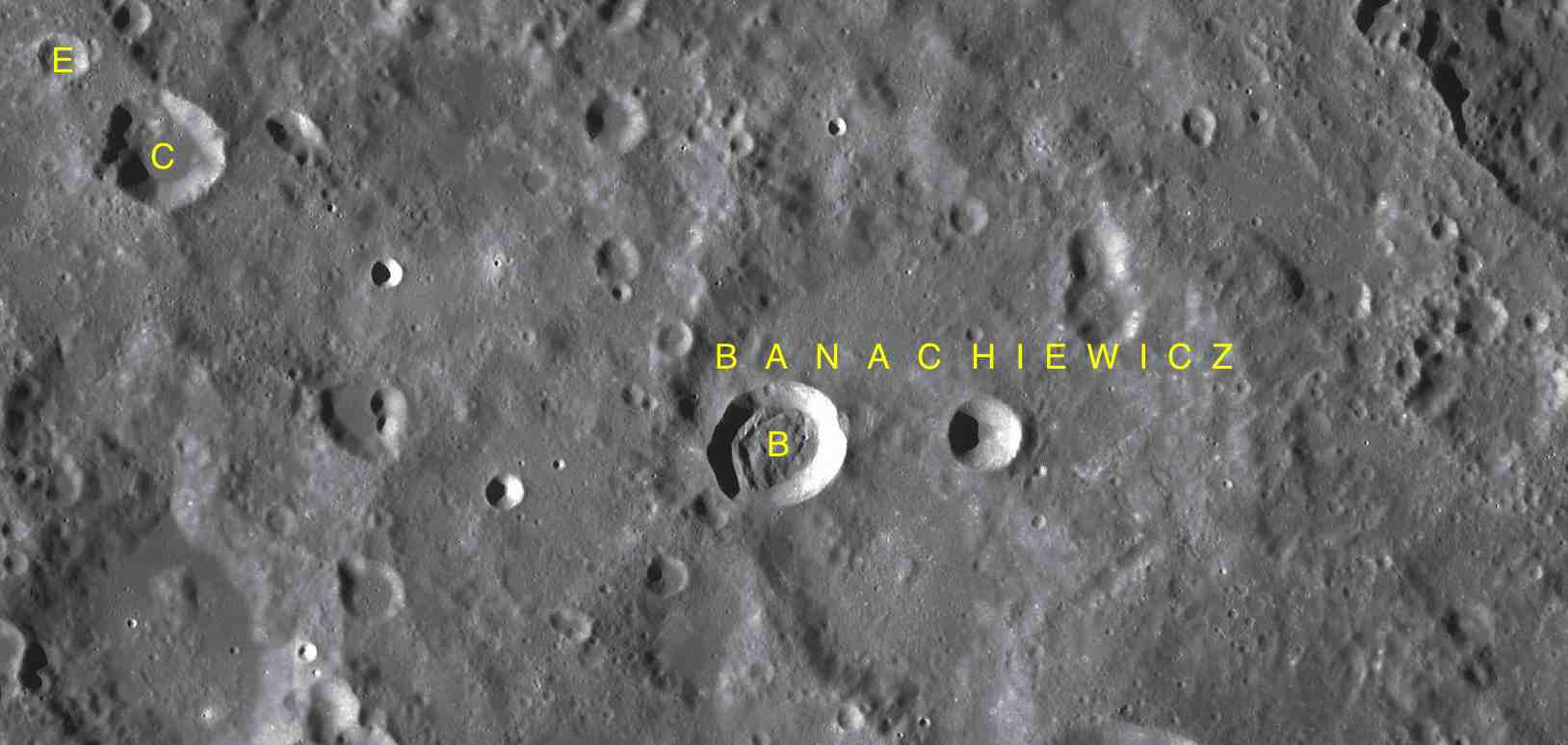
Cràters satèl·lit

Hi ha dos petits cràters d'impacte en el seu interior: Banachiewicz B és adjacent a la vora occidental, mentre que el cràter Knox-Shaw (més petit) es troba més a prop, al punt mig.

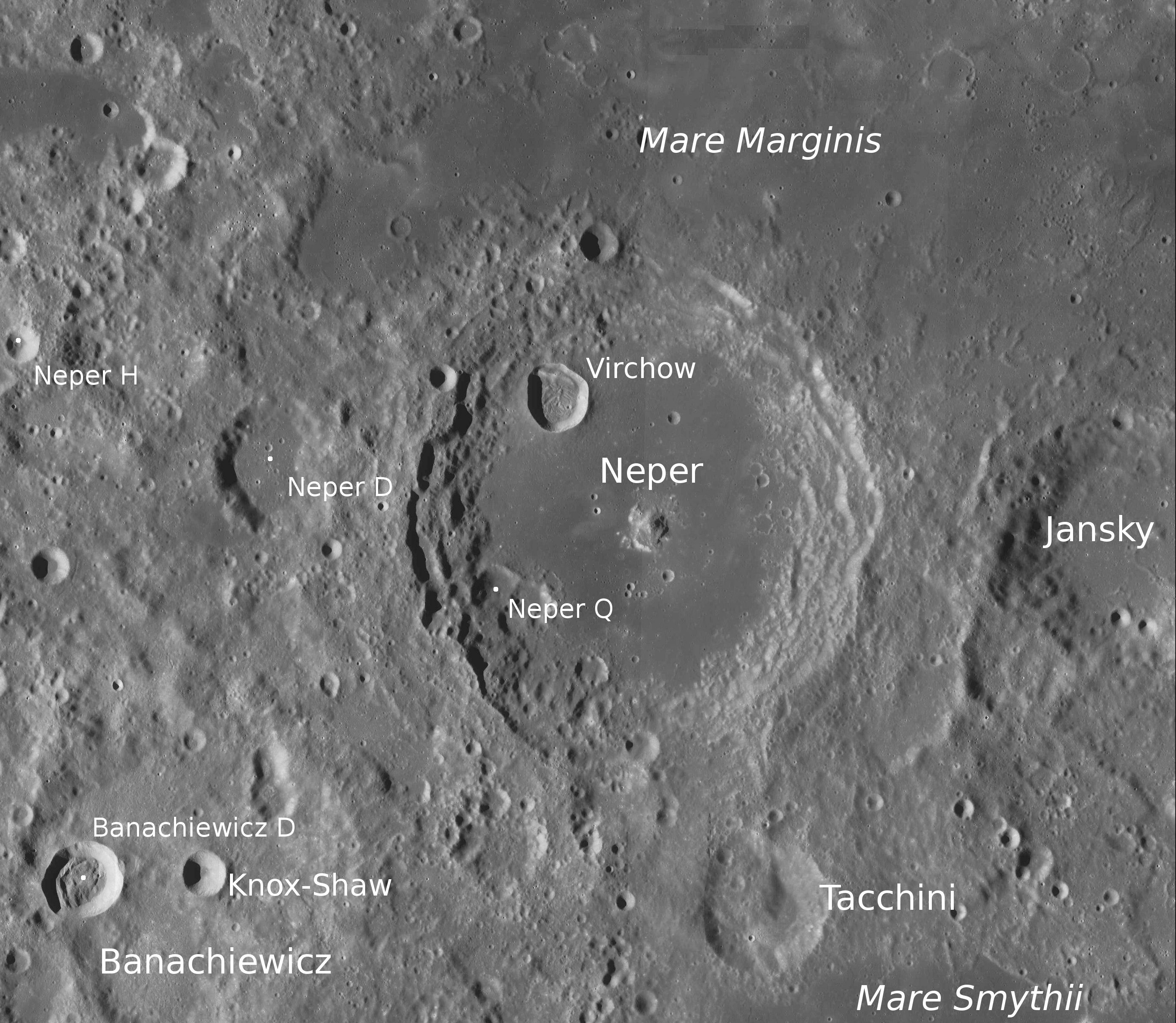
Cràter Banachiewicz (part inferior esquerra). Fotografia de la missió Lunar Reconnaissance Orbiter

Just al nord-est d'aquesta formació es troba la gran plana emmurallada del cràter Neper, que es troba a l'extrem sud de la Mare Marginis. El cràter Schubert es troba al sud de Banachiewicz, mentre que Schubert I s'insereix en l'exterior de la vora occidental.

## Cràters satèl·lit
Per convenció aquests elements són identificats en els mapes lunars posant la lletra en el costat del punt central del cràter que està més proper a Banachiewicz.
| Banachiewicz | Coordenades                        | Diàmetre             |
| ------------ | ---------------------------------- | -------------------- |
| B            | 5° 18′ N, 78° 54′ E / 5.3°N,78.9°E | 24 km                |
| C            | 7° 00′ N, 75° 24′ E / 7.0°N,75.4°E | 19 km                |
| E            | 7° 30′ N, 74° 42′ E / 7.5°N,74.7°E | 7 km                 |
| F            | Reanomenat Knox-Shaw               | Reanomenat Knox-Shaw |